# Eurya hellwigii
Eurya hellwigii är en tvåhjärtbladig växtart som beskrevs av Lauterbach. Eurya hellwigii ingår i släktet Eurya och familjen Pentaphylacaceae. Inga underarter finns listade i Catalogue of Life.